# جولي كلير
جولي كلير (بالإنجليزية: Julie Claire)‏ هي ممثلة أمريكية، ولدت في 31 مايو 1974.

## أعمال

### مسلسلات
- الخادمات المخادعات

## وصلات خارجية
- جولي كلير على موقع IMDb (الإنجليزية)
- جولي كلير على موقع قاعدة بيانات الفيلم (الإنجليزية)